# Hisataka Fujikawa
Hisataka Fujikawa (藤川 久孝, Fujikawa Hisataka) est un footballeur japonais né le 1er mai 1964 dans la préfecture de Chiba au Japon.